# Dyftýn
Dyftýn je bavlnářská tkanina s hustým, krátkým vlasem na lícní straně.

## Způsob výroby
Dyftýn se vyrábí z bavlny nebo směsi (bavlna/polyester/elastická vlákna), v osnově ze středně jemné, v útku z hrubší příze nejčastěji v atlasové vazbě. Hmotnost tkaniny dosahuje 250 – 420 g/m2. Tkanina se několikanásobně počesává, až se z odstávajících vláken vytvoří na lícní straně ucelený vlasový povrch, který se zarovnává postřihováním. Ke standardní úpravě patří barvení, pro speciální účely se aplikuje např. nehořlavá, antibakteriální nebo hydrofobní apretura.

## Vlastnosti a použití dyftýnu
Dyftýn je označován za imitát pravých vlasových tkanin. Má kratší (asi do 2 mm) a řidší vlas a je odolnější proti otlakům než samet. Tkanina účinně zabraňuje průniku světelných paprsků. Omak textilie je podobný jelenici, někdy se nazývá opičí kůže.
Používá se pro různé druhy svrchního ošacení (od košil až po kabáty), dekorace i technické textilie (například obuvní svršky).
Nejstarší zmínka o dyftýnu (resp. duvetynu, z franc. duvet = chmýří) jako druhu tkaniny pochází z roku 1913. Ve 20. letech 20. století se rozšířilo použití dyftýnových tkanin na módní oděvy, od 30. let se používá dyftýn ve značném rozsahu pro dekorace na divadelních jevištích a ve filmovém průmyslu (pro zaručenou neprůhlednost). V USA se v tomto oboru pro něj běžně používá označení „commando cloth“.